# Як я зустріла вашого батька
Як я зустріла вашого батька, або Як я зустріла вашого тата (англ. How I Met Your Father) — американський ситком, створений Айзеком Аптакером та Елізабет Бергер, прем'єра якого відбулась на Hulu та Star 18 січня 2022 року. Це спіноф серіалу «Як я зустрів вашу маму». У головній ролі грає Гіларі Дафф.
15 лютого 2022 року телесеріал було продовжено на другий сезон, який складатиметься з 20 епізодів. 1 вересня 2023 року телесеріал було закрито після двох сезонів.

## Сюжет
У недалекому майбутньому, у 2050 році, Софі (акторка Кім Кетролл) згадує себе в молодості (акторка Гіларі Дафф) та розповідає синові про життя у великому місті: про дружбу, кохання, побудову кар'єри, про те, як у 2022 році після десятків невдалих побачень через Tinder вона зустрічає ідеального хлопця.

## Акторський склад і персонажі

### Головні ролі
| Актор         | Роль               | Опис |
| ------------- | ------------------ | --- |
| Гіларі Дафф   | Софі               | Безнадійно романтична фотографка, яка шукає свою другу половинку                                                |
| Кім Кетролл   | Софі у майбутньому | |
| Кріс Ловелл   | Джессі             | Музикант-початківець, працює водієм Uber. Живе в старій квартирі Теда, Маршалла та Лілі                         |
| Франсія Райса | Валентина          | Імпульсивна асистентка стиліста, найкраща подруга та сусідка Софі                                               |
| Сурадж Шарма  | Сід                | Найкращий друг і сусід Джессі, володіє баром. Заручений із Ханною                                               |
| Том Ейнслі    | Чарлі              | Британський аристократ, який переїжджає до Софі та Валентини після зустрічі з останньою на Тижні моди в Лондоні |
| Тьєн Тран     | Еллен              | Зведена сестра Джессі, яка переїжджає до Нью-Йорка після розлучення з дружиною                                  |

### Другорядні ролі
| Актор           | Роль    |
| --------------- | ------- |
| Деніел Августин | Ян      |
| Джош Пек        | Дрю     |
| Ешлі Рейєс      | Ханна   |
| Лейтон Містер   | Мередіт |
| Мейсон Гудінг   | Еш      |

## Список серій

### Перший сезон (2022)
| №  | Назва                  | Режисер        | Сценарій                                                               | Дата прем'єри   |
| -- | ---------------------- | -------------- | ---------------------------------------------------------------------- | --------------- |
| 1  | «Пілот» «Pilot»        | Памела Фріман  | Айзек Аптакер, Елізабет Бергер, Картер Бейз, Томас Крейг, Емілі Спайві | 18 січня 2022   |
| 2  | «ФОМО» «FOMO»          | Памела Фріман  | Айзек Аптакер, Елізабет Бергер                                         | 18 січня 2022   |
| 3  | «The Fixer»            | Буде визначено | Буде визначено                                                         | 25 січня 2022   |
| 4  | «Dirty Thirty»         | Буде визначено | Буде визначено                                                         | 1 лютого 2022   |
| 5  | «The Good Mom»         | Буде визначено | Буде визначено                                                         | 8 лютого 2022   |
| 6  | «Stacey»               | Буде визначено | Буде визначено                                                         | 15 лютого 2022  |
| 7  | «Rivka Rebel»          | Буде визначено | Буде визначено                                                         | 22 лютого 2022  |
| 8  | «The Perfect Shot»     | Буде визначено | Буде визначено                                                         | 1 березня 2022  |
| 9  | «Jay Street»           | Буде визначено | Буде визначено                                                         | 8 березня 2022  |
| 10 | «Timing Is Everything» | Буде визначено | Буде визначено                                                         | 15 березня 2022 |

### Другий сезон (2023)
| №  | Назва              | Режисер        | Сценарій       | Дата прем'єри   |
| -- | ------------------ | -------------- | -------------- | --------------- |
| 1  | «Cool and Chill»   | Буде визначено | Буде визначено | 24 січня 2023   |
| 2  | «Midwife Crisis»   | Буде визначено | Буде визначено | 31 січня 2023   |
| 3  | «The Reset Button» | Буде визначено | Буде визначено | 7 лютого 2023   |
| 4  | Буде оголошено     | Буде визначено | Буде визначено | 14 лютого 2023  |
| 5  | Буде оголошено     | Буде визначено | Буде визначено | 21 лютого 2023  |
| 6  | Буде оголошено     | Буде визначено | Буде визначено | 28 лютого 2023  |
| 7  | Буде оголошено     | Буде визначено | Буде визначено | 7 березня 2023  |
| 8  | Буде оголошено     | Буде визначено | Буде визначено | 14 березня 2023 |
| 9  | Буде оголошено     | Буде визначено | Буде визначено | 21 березня 2023 |
| 10 | Буде оголошено     | Буде визначено | Буде визначено | 28 березня 2023 |
| 11 | Буде оголошено     | Буде визначено | Буде визначено | 4 квітня 2023   |
| 12 | Буде оголошено     | Буде визначено | Буде визначено | 11 квітня 2023  |
| 13 | Буде оголошено     | Буде визначено | Буде визначено | 18 квітня 2023  |
| 14 | Буде оголошено     | Буде визначено | Буде визначено | 15 квітня 2023  |
| 15 | Буде оголошено     | Буде визначено | Буде визначено | 2 травня 2023   |
| 16 | Буде оголошено     | Буде визначено | Буде визначено | 9 травня 2023   |
| 17 | Буде оголошено     | Буде визначено | Буде визначено | 16 травня 2023  |
| 18 | Буде оголошено     | Буде визначено | Буде визначено | 23 травня 2023  |
| 19 | Буде оголошено     | Буде визначено | Буде визначено | 30 травня 2023  |
| 20 | Буде оголошено     | Буде визначено | Буде визначено | 6 червня 2023   |

## Виробництво

### Розробка
У 2014 році CBS випустив пілот «Як я зустріла вашого тата», але розробка на цьому і зупинилася. 14 грудня 2016 року стало відомо, що Айзек Аптакер та Елізабет Бергер мають намір написати нову версію пілоту, перейменувавши його у «Як я зустріла вашого батька», а Картер Бейз і Томас Крейг виступили в якості виконавчих продюсерів. Згодом оголосили про підписання нових контрактів з 20th Century Fox Television, згідно з якими і Аптакера, і Бергера підвищать до виконавчих продюсерів і співавторів шоу «Це — ми» разом із Деном Фогельманом. Саме через це ідею перезапуску тимчасово відклали.
8 серпня 2017 року голова Fox Дана Волден повідомила Deadline Hollywood, що 20th Television втретє намагається запустити спін-оф з різними сценаристами. За три дні після оголошення Deadline оголосили, що Елісон Беннетт займеться написанням спін-офу. Крім того, Бейса і Томаса знову найняли в якості виконавчих продюсерів. Проте ця спроба також провалилася.
21 квітня 2021 року за розробку спін-офу під назвою « Як я зустріла вашого батька» взялися на Hulu — усього стало відомо про 10 серій у розробці. Аптакер і Бергер виступатимуть творцями, сценаристами та виконавчими продюсерами, а Гіларі Дафф — продюсером. 24 червня 2021 року Памела Фріман приєдналася до серіалу як виконавчий продюсер і режисер пілотної програми. Вихід серіалу запланований на 18 січня 2022 року.

### Кастинг
Після оголошення про розробку серіалу Гіларі Дафф отримала головну роль. 16 червня 2021 року Кріс Ловелл приєднався до акторського складу, зайнявши головну чоловічу роль. У серпні 2021 року Франсіа Райса, Том Ейнслі, Тьєн Тран і Сурадж Шарма стали частиною головного касту, а Брендон Майкл Голл отримав другорядну роль. Однак за кілька тижнів Голл покинув роль через конфлікт із графіком, і замість Голла взяли Деніела Огюстіна. Наступного дня Джош Пек та Ешлі Рейес приєдналися до акторського складу в другорядних ролях. 5 листопада 2021 року Кім Кетролл отримала другорядну роль майбутньої версії персонажа Дафф, Софі.

### Зйомки
Основні зйомки серіалу почалися 31 серпня 2021 року.

## Оцінки та відгуки
Серіал в основному отримав змішані або негативні відгуки. Агрегатор рецензій Rotten Tomatoes надав рейтинг схвалення 33 % із середнім рейтингом 4,7/10 на основі 33 відгуків критиків. Metacritic, який використовує середньозважене значення, присвоїв оцінку 49 зі 100 на основі 16 критиків, що вказує на «змішані або середні відгуки».